# 朱守科
朱守科（1969年7月—），男，汉族，甘肃白银人。中华人民共和国政治人物，中国共产党党员。现任西藏自治区人民政府党组成员、副主席，自治区公安厅党委书记、厅长、督察长，自治区党委政法委副书记。

## 生平

### 甘肃任职
历任甘肃省兰州市公安局七里河分局西园派出所科员、七里河分局禁毒大队副大队长、七里河分局网络安全监察科科长、兰州市公安局监所管理处副处长等职。曾任兰州市公安局红古分局党委书记、局长，甘肃省公安厅治安警察总队总队长，兰州市公安局党委书记、局长，甘肃省公安厅党组成员、副厅长。

### 调往中央
2016年8月，进京任中华人民共和国公安部监所管理局党委书记、局长。

### 西藏任职
2023年10月，任西藏自治区公安厅党委副书记、常务副厅长。
2025年4月，出任西藏自治区人民政府副主席、西藏自治区公安厅厅长，晋升副部级。